# Fuentelsaz de Soria
Fuentelsaz de Soria település Spanyolországban, Soria tartományban. Fuentelsaz de Soria Buitrago, Fuentecantos, Garray, Almarza, Los Villares de Soria és Renieblas községekkel határos. Lakosainak száma 64 fő (2024).

## Népesség
A település népessége az elmúlt években az alábbi módon változott:
| Lakosok száma | 56   | 53   | 60   | 60   | 58   | 57   | 62   | 66   | 63   | 64   |
|               | 2001 | 2004 | 2007 | 2009 | 2012 | 2014 | 2017 | 2019 | 2022 | 2024 |